# Policia de Hokkaidō
La Policia de Hokkaidō (北海道警察, Hokkaidō Keisatsu), també coneguda com a Policia Prefectural de Hokkaidō és la força de policia de Hokkaido, Japó, depenent del Govern de Hokkaidō i de l'Assemblea de Hokkaidō. Com a policia integral s'ocupa de les funcions de seguretat ciutadana, policia administrativa, policia judicial, intervenció, i policia de proximitat.